# Jared Jeffrey
Jared Michael Jeffrey (nacido el 14 de junio de 1990) es un futbolista estadounidense que juega como mediocampista.

## Inicios y fútbol juvenil
En su juventud, Jeffrey comenzó jugando fútbol en el kinder con un club juvenil llamado Cheetahs (lit. Chitas). Jeffrey jugó con el equipo del Richardson Soccer Association hasta que se unió a los Dallas Texans, el mismo club donde Clint Dempsey empezó jugando en su juventud. El primer equipo de Jeffrey en los Texans estaba compuesto por sus compañeros de colegio del St. Paul Apostle School en Richardson, Texas. Tanto sus entrenadores como los padres de Jeffrey inculcaron al joven el amor por el fútbol.
Jeffrey continuó su carrera en los Estados Unidos en los Dallas Texans y fue parte de la Academia de Fútbol IMG. En mayo de 2008, la revista Parade seleccionó a Jeffrey como el jugador de fútbol de secundaria del año.

## Trayectoria

### Club Brugge
Luego de capitanear a la selección sub-17 de los Estados Unidos en la Copa Mundial de Fútbol Sub-17 de 2007, firmó con el Club Brugge de Bélgica. No obstante, no llegó a jugar ningún solo partido con el club y buscó su traspaso a otro equipo en el periodo de traspasos de la temporada 2009-10.

### Maguncia 05
El 4 de enero de 2010 firmó un contrato por tres años con el club Maguncia 05 de la Bundesliga Alemana. Desde su llegada a Alemania participó en forma regular en el equipo de reservas del club, pero no debutó con el equipo principal.

### D.C. United
El 3 de julio de 2013 oficializó la llegada de Jared Jeffrey al D.C. United. Debutó por el club capitalino ante New England Revolution, partido jugado el 27 de julio de dicho año.
Jeffrey dejó el D.C. United al final de la temporada 2018.

## Selección nacional
Jeffrey ha jugado tanto para las selecciones sub-17 y sub-20 de los Estados Unidos. Fue el capitán de la selección sub-17 en la Copa Mundial de Fútbol Sub-17 de 2007 en Corea del Sur, jugando los cuatro partidos de Estados Unidos y anotando un gol en el torneo. En el 2009 fue parte de la selección estadounidense que participó en la Copa Mundial de fútbol sub-20, jugando los tres partidos que jugó el equipo.
El 12 de marzo de 2012, Jeffrey fue llamado al grupo preliminar de 19 jugadores que conformaría el equipo que enfrentaría las eliminatorias de la CONCACAF para las Olimpiadas en Londres.

## Clubes
| Club                      | País           | Año       |
| ------------------------- | -------------- | --------- |
| 1. FSV Maguncia 05        | Alemania       | 2010      |
| 1. FSV Maguncia 05 II     | Alemania       | 2010-2013 |
| D.C. United               | Estados Unidos | 2013-2018 |
| Richmond Kickers (cesión) | Estados Unidos | 2014-2015 |

## Palmarés

### Campeonatos nacionales
| Título                   | Club        | País           | Año  |
| ------------------------ | ----------- | -------------- | ---- |
| Lamar Hunt U.S. Open Cup | D.C. United | Estados Unidos | 2013 |